# Bertmarks förlag
Bertmarks förlag är ett bokförlag som bildades 1946, och säljer böcker genom direktförsäljning. Företaget finns i Sverige, Norge och Danmark med huvudkontor i Malmö, Vestby och Köpenhamn. Förlaget säljer uppslagsverk, årsböcker samt djur- och sagoverk. Bertmarks förlag säljer sina produkter genom hembesök.
- Uppslagsverken heter Respons som består av åtta band plus en världsatlas och aha som kom ut i början av 2004. aha har 50 000 uppslagsord och består av tio band plus en världsatlas.
- Årsböcker som ges ut är bland andra de svenska Respons, Aktuellt och Horisont.
- Djurverket heter Djur i världens natur och består av åtta band, varav tre handlar om djur i Sverige.
- Sagoverket heter I sagolandet och består av åtta band som bland annat innehåller samtida sagor, sagor om djur, klassiska sagor och sagor om tomtar och troll.
- Medikon är en serie medicinska lexikon som består av sex band.